# Nepenthes kerrii
Nepenthes kerrii är en tvåhjärtbladig växtart som beskrevs av M. Catal. och Kruetr. Nepenthes kerrii ingår i släktet Nepenthes och familjen Nepenthaceae. Inga underarter finns listade i Catalogue of Life.

## Bildgalleri

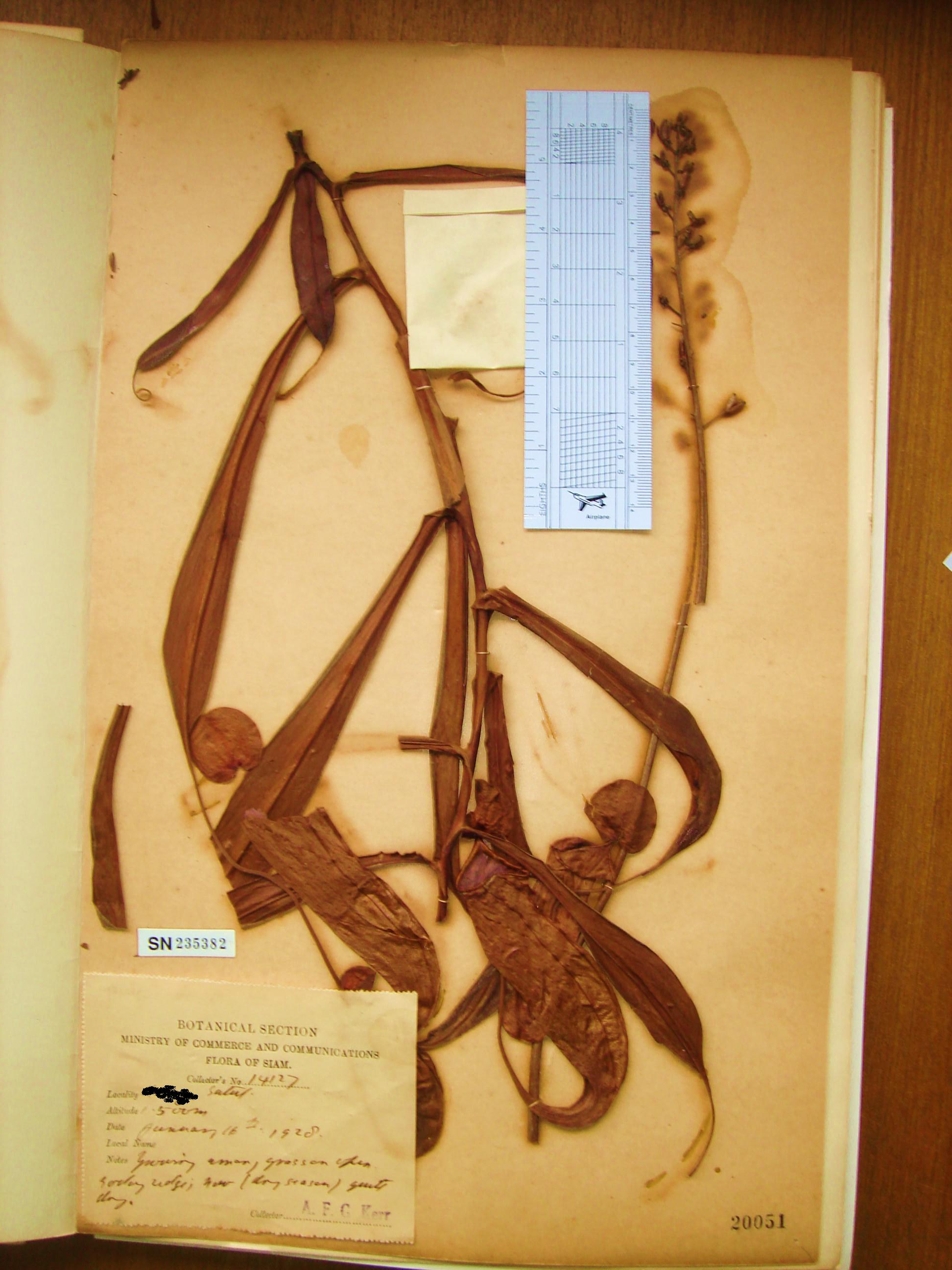
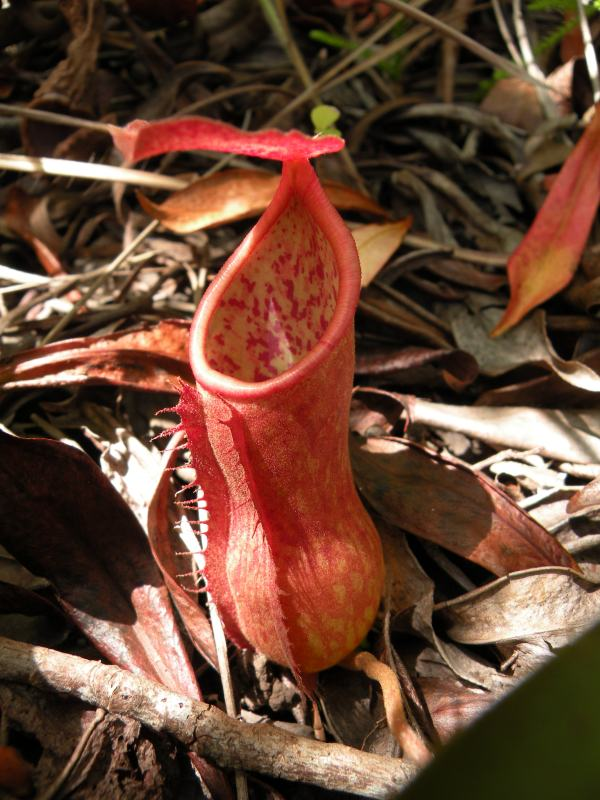